# العالم المحال

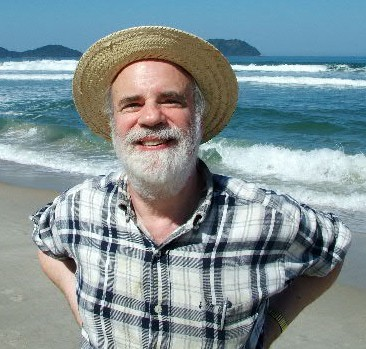

العالم المحال في المنطق مفهوم يستعمل لتمثيل بعض الظواهر التي لا يمكن التعامل معها بشكل مناسب باستخدام عوالم ممكنة عادية.